# Weinmannia cinerea
Weinmannia cinerea là một loài thực vật có hoa trong họ Cunoniaceae. Loài này được Ruiz & Pav. miêu tả khoa học đầu tiên năm 1802.